# Sword of the Berserk
Sword of the Berserk: Guts' Rage (lett. "La spada del Berserk: La rabbia di Gatsu", titolo originale ベルセルク 千 帝国の鷹(ミレニアム・ファルコン)篇 ~喪失花(わすれはな)の章~?, Beruseruku sennnen teikoku no taka hen wasurebana no shō, lett. "Berserk Era del Falco del Millennio: Capitolo dei fiori dell'oblio") è un videogioco per Sega Dreamcast basato sul manga/anime di Kentarō Miura Berserk.
Il team di sviluppo Yuke's ha realizzato anche Berserk Millennium Falcon Arc: Chapter of the Holy Demon War.

## Trama
L'arco narrativo si colloca tra i volumi 22 e 23 del manga ufficiale, subito dopo la partenza di Guts, Casca e Puck per la Terra degli Elfi (capitolo 182), ma prima che Farnese, Serpico e Isidoro li raggiungano (capitolo 190).
Dopo aver salvato un'artista di strada di nome Rita dai banditi, Guts, Casca e Puck si fermano a riposare in un castello; al loro arrivo apprendono di una malattia che trasforma le sue vittime in mandragoriani, che uccidono indiscriminatamente estranei, amici e familiari in uno stato di follia omicida. Col proseguire della storia, il signore del castello, Balzac, mostra a Guts la stanza del castello in cui sono rinchiuse le persone infette, dicendo di star cercando una cura, e dice loro che la malattia è causata da una pianta: la mandragora.  La storia si articola in 8 capitoli.

## Modalità di gioco
Fortemente incentrato sul combattimento hack and slash, vanta una grafica alquanto dettagliata per il 1999 e una giocabilità equilibrata. Il giocatore impersona Guts il Guerriero Nero e deve eliminare, con la gigantesca spada Dragon Slayer, nemici umani e non.
La Dragon Slayer è un'arma possente e funge anche da scudo se si tiene Guts in difesa. Nei combattimenti in posti stretti come i vicoli di un villaggio è difficile da usare con attacchi orizzontali in quanto le pareti non permettono di farla ruotate; il giocatore deve ripiegare sugli attacchi verticali o sulle armi utilizzabili a distanza come la balestra, le bombe chiodate, i pugnali da lancio kunai (che hanno una scorta infinita), e il potente braccio-cannone. L'amico elfo Puck ha il compito di curare Guts con la sua polvere curativa.
Quando la barra rossa della rabbia allocata sotto quella della salute è completamente carica Guts va in Berserk (delirio violento) diventando più forte e guadagna una considerevole velocità di combattimento.
Nuove caratteristiche diventano disponibili dopo aver completato il gioco:
- Finendo il gioco a livello Molto Facile: si può giocare a un minigioco con Puck.
- Finendo il gioco a livello Facile: si sblocca una galleria delle immagini.
- Finendo il gioco a livello Normale: si ha accesso all'Arena di Battaglia (9 livelli).
- Finendo il gioco a livello Difficile: armi illimitate.

## Colonna sonora
Le musiche del gioco sono di Susumu Hirasawa, già autore della colonna sonora della serie animata del 1997. Il GD-ROM del Dreamcast è ascoltabile come colonna sonora semplicemente inserendolo in un comune lettore di CD.
Venne pubblicata anche come CD autonomo con il nome Berserk Millennium Falcon Arc - Chapter of the Oblivion Flower Original Game Soundtrack.
Musiche di Susumu Hirasawa.
1. FORCES II – 3:55
2. Nico – 3:43
3. Blood's Tenacity – 3:29
4. Introduction – 4:07
5. Sister's Speech – 3:30
6. To the Castle – 2:25
7. Balzac – 3:22
8. Annette's Theme – 1:12
9. ZODDO II – 3:14
10. Parasite – 3:05
11. The Great Tree – 3:39
12. Apostle – 2:07
13. INDRA – 4:42

Durata totale: 42:30